# فندق جولد مور
فندق غولد موهور هو فندق ومنتجع يقع في عدن باليمن.
في 29 ديسمبر 1992 أجريت تنظيم القاعدة أول هجوم إرهابي معروف في عدن بقصف فندق غولد موهور حيث كان معروف أن عسكريين أمريكيين مقيمين فيه في طريقهم إلى الصومال من أجل عملية استعادة الأمل. توفي يمني وسائح نمساوي في الهجوم.